# جواد اژه‌ای
جواد اژه‌ای (۵ فروردین ۱۳۲۷ در اصفهان – ۲۴ آبان ۱۳۹۹ در تهران) روحانی ایرانی و مشاور رهبری، نمایندهٔ ولی فقیه در امور دانشجویان ایرانی اروپا و آمریکا و رئیس هیئت امنای سازمان ملی پرورش استعدادهای درخشان از بدو تأسیس در سال ۱۳۶۷ تا سال ۱۳۸۷ بود. او در ۲۴ آبان ماه ۱۳۹۹ در اثر ابتلا به بیماری کووید-۱۹ درگذشت.

## زندگی و تحصیلات
جواد اژه‌ای اصفهانی فرزند علی‌محمد در پنجم فروردین ۱۳۲۷ خورشیدی در اصفهان دیده به جهان گشود. تحصیلات ابتدایی و متوسطه را در اصفهان گذراند و در ۱۳۴۶ خورشیدی دیپلم ادبی گرفت. وی همزمان به تحصیل در مقطع متوسطه، در حوزه علمیه اصفهان نیز به تحصیل پرداخت. وی علاوه بر طی کردن تحصیلات حوزوی، کارشناسی و کارشناسی ارشد روان‌شناسی از دانشگاه اصفهان (در سال ۱۳۵۰) اخذ کرد و بعد به استخدام آموزش و پرورش درآمد و ۲ سال در دبیرستان‌های شهرضا تدریس کرد. در این سال‌ها در «کانون علمی تربیتی جهان اسلام» به فعالیت پرداخت و زیر نظر او کتاب فرصت در غروب به چاپ رسید. پس از تعطیلی این کانون به فعالیت در مسجد امام علی (ع) اصفهان ادامه داد. او که به‌عنوان یکی از فعالان سیاسی مخالف دودمان پهلوی شناخته شده بود به توصیه دکتر سید محمد بهشتی در ۱۳۵۳ خورشیدی به هامبورگ رفت و جذب انجمن اسلامی دانشجویان در اروپا شد. او سپس برای ارتباط با انجمن اسلامی دانشجویان وین به اتریش رفت و در آنجا به ادامه تحصیل پرداخت و در رشته روان‌شناسی تجربی از دانشگاه دولتی وین موفق به اخذ مدرک دکتری شد و در این سال‌ها با ارتباط با دانشجویان ایرانی ساکن اتریش به آگاهی‌بخشی و تبلیغ برای انقلاب اسلامی ادامه داد. اژه‌ای داماد و پسرخاله سید محمد بهشتی و از طرف مادری وابستگی به خاندان صدر داشت. وی همچنین برادر علی‌اکبر اژه‌ای از شهدای انفجار حزب جمهوری اسلامی است.

## مسئولیت‌ها

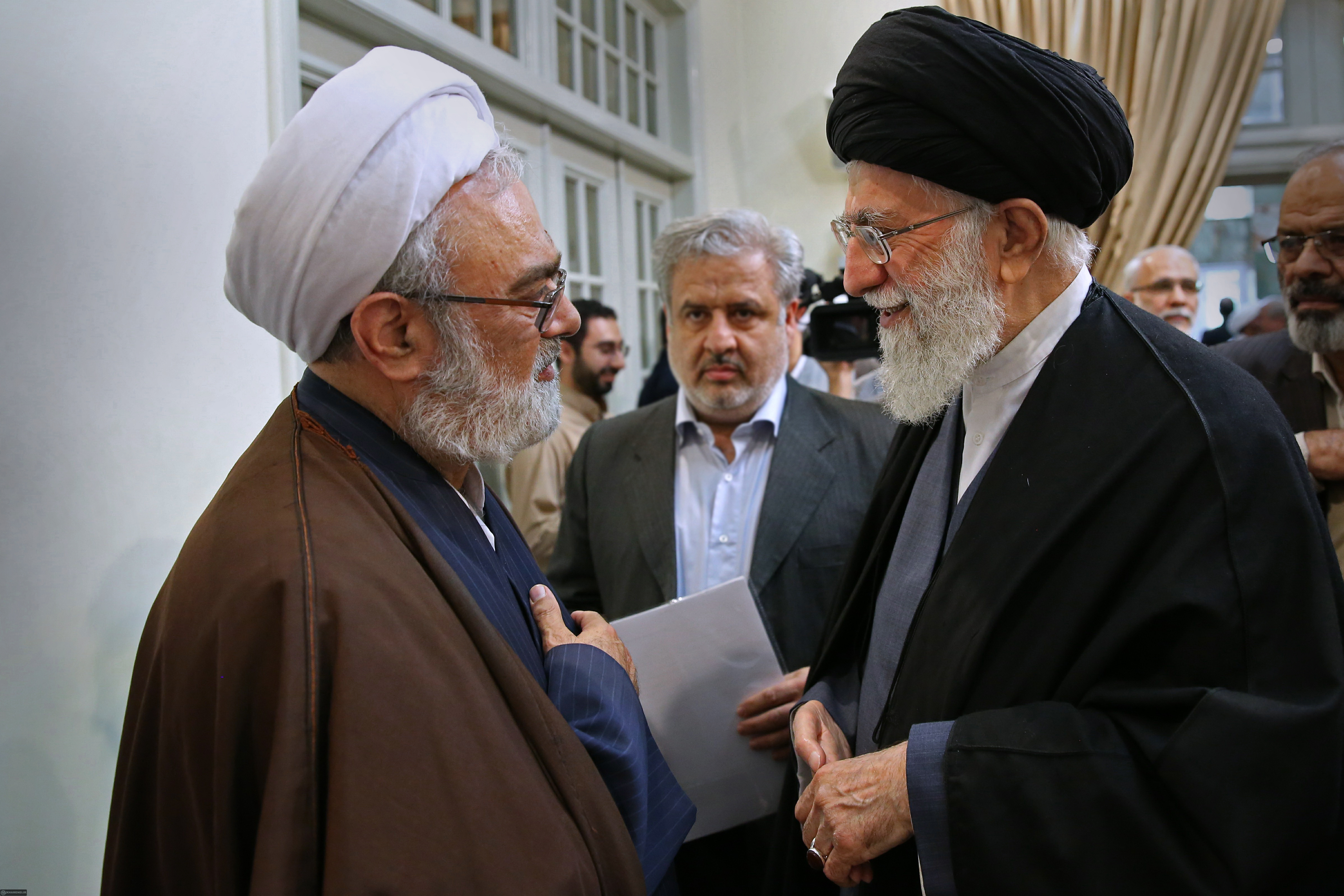
اژه‌ای نمایندهٔ ولی فقیه در امور دانشجویان ایرانی اروپا و آمریکا بود.

در سال ۱۳۶۰ که میرحسین موسوی وزیر امور خارجه شد وی را مسئول گزینش در این وزارتخانه کرد و پس از رسیدن به نخست‌وزیری او را با خود به نخست‌وزیری برد.  اژه‌ای در شانزدهم آبان ۱۳۶۱ به عنوان مشاور وزیر و سرپرست سازمان بهزیستی به مجلس معرفی شد و در هجدهم آبان از مجلس رأی اعتماد گرفت. بعد از آن، در سمت معاونت فرهنگی-اجتماعی نخست‌وزیر وقت یعنی میرحسین موسوی مشغول به کار شد که در همین فاصله یعنی در سال ۱۳۶۶ طرح تشکیل سازمان استعدادهای درخشان را به دولت ارائه داد.
اژه‌ای نمایندهٔ ولی فقیه در امور دانشجویان ایرانی اروپا و آمریکا بود. وی همچنین از ۱۳۶۴ خورشیدی به بعد در دانشگاه تهران و دانشگاه تربیت مدرس به تدریس پرداخت و برخی سمت‌های اداری همچون ریاست دانشکده روان‌شناسی و علوم تربیتی دانشگاه تهران را برعهده داشت. از دیگر مسئولیت‌های او عضویت در هیئت امنای بنیاد فارابی، هیئت امنای کتابخانه‌های عمومی کشور، هیئت امنای سازمان ملّی استعدادهای درخشان، نماینده رهبری در امور دانشجویان ایرانی مقیم اروپا و عضو شورای مرکزی نهاد نمایندگی رهبری در دانشگاه‌های کشور بوده‌است.

### استعفا از ریاست سازمان استعدادهای درخشان
در جریان آزمون مشکوک سال ۱۳۸۷ که سازمان ملی پرورش استعدادهای درخشان پس از اعلام نتایج، دو سؤال غلط گزارش شده را حذف کرد و این باعث شد تا بعضی از قبول شدگان، رد شوند که باعث اعتراضات زیادی شد. در نهایت ر. گ، طراح آزمون استعفا می‌دهد. مدتی بعد از او جواد اژه‌ای نیز در دی ۱۳۸۷ از سمت خود استعفاء داد.

## درگذشت
جواد اژه‌ای پس از چند روز بستری بودن در بیمارستان، در ۲۴ آبان ۱۳۹۹ در ۷۲ سالگی براثر ابتلا به ویروس کرونا درگذشت.
مراسم ترحیم و تدفین جواد اژه‌ای براساس مقررات مصوب ستاد کرونا بدون هرگونه تجمع و به صورت مجازی صورت گرفت. وی در آرامگاه شهدای ۷۲ تن بهشت زهرا طبق وصیت خود به خاک سپرده شد.